# 三菱石油
三菱石油株式会社（みつびしせきゆ、英: Mitsubishi Oil Co., Ltd.）は、かつて存在した三菱グループの石油元売企業。現在のENEOSの前身の一つ。

## 概要
三菱合資会社、三菱鉱業（現・三菱マテリアル）、三菱商事の三菱財閥3社とアソシエイテッド・オイルの合弁により設立。日本の石油会社において初の外資提携であった。
アソシエイテッド・オイルは1901年にサンフランシスコで設立されており、1926年にタイド・ウォーターと合併してタイドウォーター・アソシエイテッド・オイルとなり（株主はサザン・パシフィック鉄道とスタンダード・オイル）、1936年にはタイドウォーター・アソシエイテッド・オイルと改称してゲティ・オイルの傘下となる。1956年にタイドウォーターに改称し、さらに1967年にはゲティ・オイルに買収されるが、同社は1984年にテキサコに買収された。それを契機にテキサコとソーカルの合弁会社であった、カルテックス（いずれも現在のシェブロン）と提携関係にあった日本石油と提携し、その後の合併への足がかりともなった。
スタンドの看板は、1990年代の中盤まで白地に赤いスリーダイヤの丸い看板であったが、三菱商事石油（現・三菱商事エネルギー）との混同を避けるため橙地に黄色の縦長長方形に変更された。
1999年（平成11年）4月1日に日本石油と合併し日石三菱株式会社（にっせきみつびし、略称：NMOC）となった。同社は2002年（平成14年）6月27日に新日本石油株式会社に社名を変更し（略称は新日石、英文社名は合併前の日石のものに復した）、社名から三菱の名は消えた。橙地の看板については2001年にENEOSに統一されるまで使用された。
なお、三菱合資会社の岩崎小弥太と日本石油の水田政吉元社長は学寮の先輩後輩の関係にあり、岩崎は三菱石油設立に当たり水田を通じて日本石油から了解を得ていた。

## 沿革
- 1931年（昭和6年）

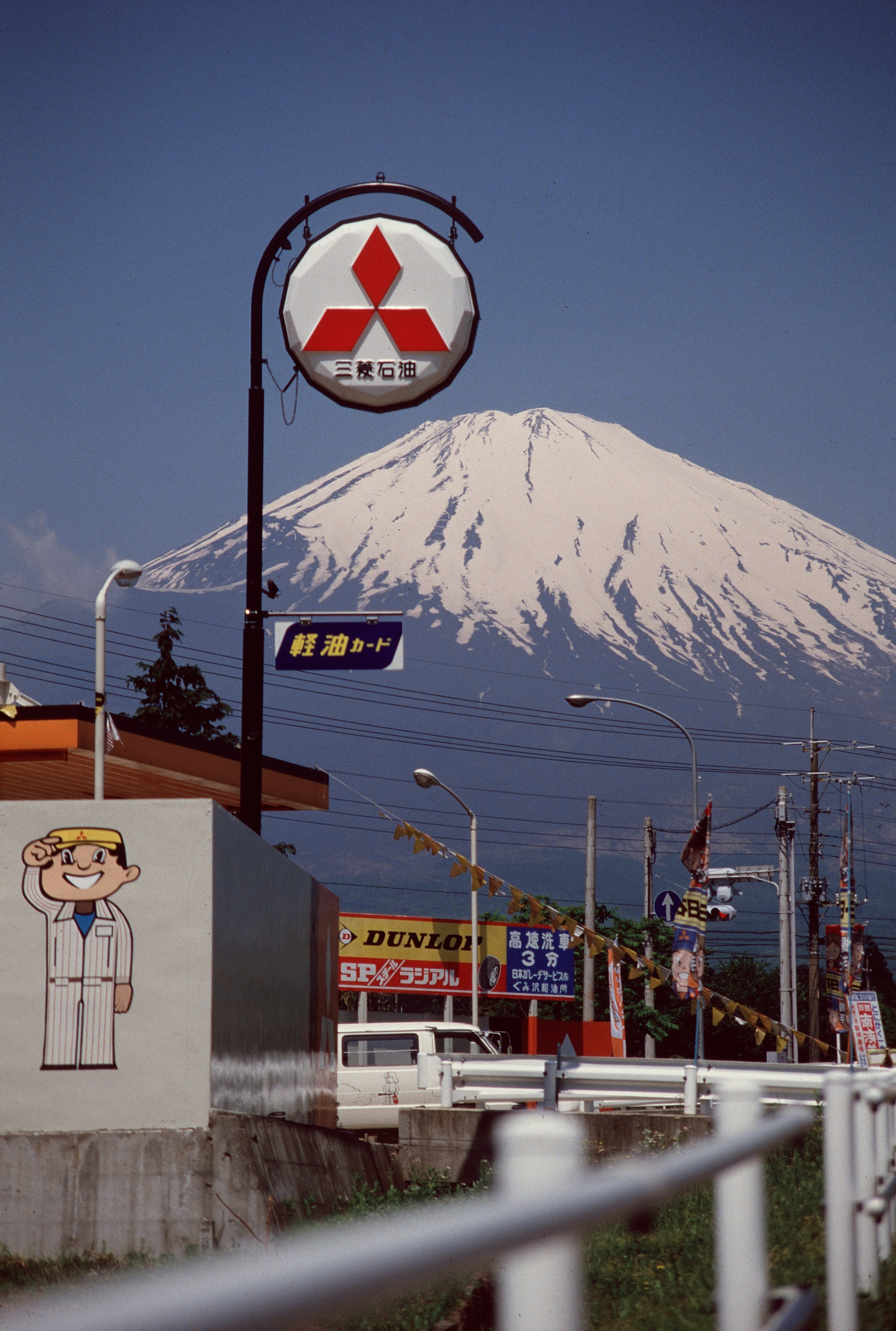
デザイン変更前の看板
（静岡県御殿場市、1985年頃）

  - 2月11日 - 三菱とアメリカ合衆国のアソシエイテッド・オイル（英語版）が合弁で三菱石油株式会社を設立[注釈 2]。
  - 12月 - 川崎製油所が操業開始。
- 1936年（昭和11年）- 満洲国の大連に満洲石油を設立。
- 1952年（昭和27年）1月28日 - 株式上場。
- 1961年（昭和36年）5月16日 - 水島製油所が操業開始。
- 1968年（昭和43年）7月8日 - 東北石油株式会社を設立。
- 1973年（昭和48年）
  - 4月27日 - 丸善石油（現・コスモ石油）と共同で沖縄石油基地株式会社を設立。
  - 12月1日 - 給油所のカラーリングを赤色から“青空にくっきり映えるオレンジ色”をベースにしたものに変更（ただし、直前に発生した第一次オイルショックの影響から新設拠点は別として全面的な展開は1977年4月まで延期となったほか、1980年代の終わりごろにデザインのマイナーチェンジが行われている）[2]。
- 1984年（昭和59年）11月30日 - 日本石油と提携。
- 1992年（平成4年）3月20日 - 富士興産と共同出資で和歌山石油精製（現・ENEOS和歌山石油精製）を設立。
- 1995年（平成7年）3月 - 給油所のカラーリングをヤンググリーンと明るいイエローの組み合わせをベースとしたものに変更[3]。
- 1996年（平成8年） - 株式会社三友ビルを合併。
- 1997年（平成9年） - 菱油ターミナル株式会社を合併。
- 1999年（平成11年）4月1日 - 日本石油株式会社に合併し解散。日本石油株式会社は日石三菱株式会社に商号変更。
- 2002年（平成14年）6月27日 - 日石三菱が新日本石油株式会社に商号変更し、三菱の名が消える。

## 広告活動
ここでは旧三菱石油時代のテレビコマーシャル出演者、およびスポンサー番組について示す。

### テレビCM出演者
- 篠塚建次郎
- 五十嵐いづみ
- 安田成美
- 高嶋政伸
- 深浦加奈子
- 鈴木杏樹
- 桜井幸子
- 雛形あきこ
- 伊藤裕子
- 黒谷友香
- フィリックス・ザ・キャット

### スポンサー番組
- 三菱ダイヤモンドハイウェイ（TBSラジオ、ニッポン放送他）
TBSラジオで放送したときは親会社・三菱商事との2社共同冠提供にて協賛
2004年3月まで「ENEOSドライビングハイウェイ」に系譜
- TBSラジオ エキサイトベースボール
1960年代の一時期、日曜薄暮デーゲーム開催（当時は薄暮・ナイターのダブルヘッダーが頻繁にあった）を「三菱ダイヤモンドナイター」として、上記同様三菱商事との2社共同冠提供で協賛
- 追跡（日本テレビ系列）
水曜放送分で複数社提供の一社として協賛
- 水曜ドラマ (日本テレビ)（日本テレビ系列）
複数社として協賛[注釈 3]
- ゴリラ・警視庁捜査第8班（テレビ朝日系列、1989年4月 - 1990年4月）
番組協力及び複数社提供の一社として協賛
- TBS木曜10時枠の連続ドラマ（TBS系列）